# هاياتو أوكاموتو
هاياتو أُوكاموتو (باليابانية: 岡元 勇人) (16 أكتوبر 1974 في إزومو في اليابان – )؛ هو لاعب كرة قدم ياباني سابق كان يلعب كلاعب وسط.

## وصلات خارجية
- هاياتو أوكاموتو على موقع رابطة كرة القدم اليابانية للمحترفين (اليابانية)
- هاياتو أوكاموتو على موقع عالم كرة القدم.نت (الإنجليزية)